# Hadrodactylus villosulus
Hadrodactylus villosulus là một loài tò vò trong họ Ichneumonidae.